# Matthias Casse
Pour les articles homonymes, voir Casse.
Matthias Casse, né le 19 février 1997 à Mortsel, est un judoka belge.
Il est le frère du judoka Jeroen Casse et des gymnastes acrobatiques Robin Casse et Vincent Casse.

## Carrière
Il remporte la médaille d'or dans la catégorie des moins de 81 kg lors des Jeux européens de 2019 à Minsk.
Il remporte la médaille d'argent dans la catégorie des moins de 81 kg lors des championnats du monde 2019.
En 2020, il remporte le tournoi Grand Chelem de Paris, ce qui lui permet de devenir numéro 1 mondial.
Il est médaillé de bronze dans la catégorie des moins de 81 kg lors des championnats d'Europe 2020 à Prague et d'argent lors des championnats d'Europe 2021 à Lisbonne avant de remporter la médaille d'or aux championnats du monde 2021 à Budapest.
Il remporte la médaille de bronze des moins de 81 kg aux Jeux olympiques de Tokyo 2020.
En 2022, il est à nouveau vice-champion d'Europe, lors des championnats d'Europe à Sofia dans la catégorie -81 kg. Il termine médaillé d'argent en finale des championnats du monde en s'inclinant en finale face à Tato Grigalashvili.
Il est à nouveau médaillé d'argent aux championnats du monde 2023 perdant encore en finale face à Tato Grigalashvili.
Aux Jeux olympiques 2024 à Paris, alors qu'il est numéro 1 mondial et vise une nouvelle médaille, il termine à la 5e place après des défaites contre le champion olympique japonais Takanori Nagase et le Sud-Coréen Lee Joon-hwan.

## Palmarès

### Compétitions internationales
|                         | Cat.   | 2014 | 2015 | 2016 | 2017 | 2018 | 2019 | 2020 | 2021 | 2022 | 2023 | 2024 | 2025 |
| ----------------------- | ------ | ---- | ---- | ---- | ---- | ---- | ---- | ---- | ---- | ---- | ---- | ---- | ---- |
| Jeux olympiques         | -81 kg | x    | x    | –    | x    | x    | x    | x    | 3e   | x    | x    | 5e   |      |
| Championnats du monde   | -81 kg | –    | –    | x    | –    | 7e   | 2e   | x    | 1er  | 2e   | 2e   | 9e   |      |
| Championnats d'Europe   | -81 kg | –    | –    | –    | 9e   | 9e   | 1er  | 3e   | 2e   | 2e   | 5e   | –    | 3e   |
| Championnat de Belgique | -73 kg | 1er  |      |      |      |      |      |      |      |      |      |      |      |
| Championnat de Belgique | -81 kg |      |      | 1er  |      | 1er  |      |      |      |      |      |      |      |

### Masters mondial, Tournois Grand Chelem et Grand Prix
| Année | Compétition     | Lieu       | Résultat | Catégorie      |
| ----- | --------------- | ---------- | -------- | -------------- |
| 2016  | World Cup       | Madrid     | 2e       | Moins de 81 kg |
| 2017  | World Cup       | Katowice   | 1er      | Moins de 81 kg |
| 2017  | Grand Prix      | La Haye    | 3e       | Moins de 81 kg |
| 2018  | Grand Prix      | Agadir     | 2e       | Moins de 81 kg |
| 2018  | Grand Prix      | Zagreb     | 2e       | Moins de 81 kg |
| 2018  | Grand Chelem    | Abou Dabi  | 2e       | Moins de 81 kg |
| 2019  | Grand Chelem    | Düsseldorf | 3e       | Moins de 81 kg |
| 2019  | Grand Chelem    | Bakou      | 3e       | Moins de 81 kg |
| 2019  | Grand Prix      | Montréal   | 3e       | Moins de 81 kg |
| 2019  | Masters mondial | Qingdao    | 1er      | Moins de 81 kg |
| 2020  | Grand Chelem    | Paris      | 1er      | Moins de 81 kg |
| 2021  | Grand Chelem    | Abou Dabi  | 1er      | Moins de 81 kg |
| 2022  | Grand Prix      | Almada     | 1er      | Moins de 81 kg |
| 2022  | Grand Chelem    | Tel Aviv   | 1er      | Moins de 81 kg |
| 2022  | Grand Chelem    | Bakou      | 2e       | Moins de 81 kg |
| 2022  | Masters mondial | Jérusalem  | 3e       | Moins de 81 kg |
| 2023  | Grand Chelem    | Antalya    | 1er      | Moins de 81 kg |
| 2023  | Masters mondial | Budapest   | 1er      | Moins de 81 kg |
| 2023  | Grand Chelem    | Tokyo      | 2e       | Moins de 81 kg |
| 2024  | Grand Chelem    | Paris      | 1er      | Moins de 81 kg |
| 2024  | Grand Chelem    | Tachkent   | 1er      | Moins de 81 kg |
| 2025  | Grand Chelem    | Paris      | 3e       | Moins de 81 kg |